# Paschoalia
Paschoalia är ett släkte av kvalster. Paschoalia ingår i familjen Pheroliodidae.
Kladogram enligt Catalogue of Life:
| Paschoalia | \| \| Paschoalia australis \| \| \| \| \| \| Paschoalia grandis \| \| \| \| |
|            | \| \| Paschoalia australis \| \| \| \| \| \| Paschoalia grandis \| \| \| \| |
|            | Darthvaderum                                                                |
|            |                                                                             |
|            | Flammaeremaeus                                                              |
|            |                                                                             |
|            | Licnoliodes                                                                 |
|            |                                                                             |
|            | Lopholiodes                                                                 |
|            |                                                                             |
|            | Lyrifissiella                                                               |
|            |                                                                             |
|            | Neonooliodes                                                                |
|            |                                                                             |
|            | Nooliodes                                                                   |
|            |                                                                             |
|            | Novazelandiella                                                             |
|            |                                                                             |
|            | Pheroliodes                                                                 |
|            |                                                                             |
|            | Paschoalia australis                                                        |
|            |                                                                             |
|            | Paschoalia grandis                                                          |
|            |                                                                             |

|  | Paschoalia australis |
|  |                      |
|  | Paschoalia grandis   |
|  |                      |